# ジョナサン・モトリー
ジョナサン・モトリー（Johnathan Landus Motley、1995年5月4日 - ）は、アメリカ合衆国・テキサス州ヒューストン出身のプロバスケットボール選手。身長206cm、体重108kgでポジションはパワーフォワード。

## 経歴

### ハイスクール
モトリーはテキサス州ヒューストンのノースショア高校でデビッド・グリーンヘッドコーチのもとでプレーした。ジュニア時にチームは32勝-4敗の成績で、シニア時には30勝-5敗を記録し、地区選手権で連続優勝を果たした。全米トップ100選手に選ばれ、2012年9月12日にベイラー大学でプレーすることを発表した。

### カレッジ
ベイラー大学のジュニア時から活躍し、2016-17シーズンにベアーズをNCAAトーナメントに導いた 。シーズンの終了時に、カレッジ最高のパワーフォワードとして、カール・マローン賞に選ばれた。
ジュニアシーズンの終わりに、2017年のNBAドラフトのアーリーエントリーを宣言したが、代理人を雇用せず、大学に戻るという選択肢を残したが、NBAドラフトコンバインにサインアップする前に、エージェントを雇い、ベイラー大学にシニアで復帰するチャンスを終わらせた。

## プロキャリア

### ダラス・マーベリックス(2017-2018)
2017年のNBAドラフトで指名を得られなかったが、ダラス・マーベリックスとツーウェイ契約を結んだ。マブスが提携しているテキサス・レジェンズとの間で活動する初めてのツーウェイプレーヤーとなった。

### ロサンゼルス・クリッパーズ(2018-2020)
2018年7月23日、ロサンゼルス・クリッパーズとツーウェイ契約を結ぶ。